# مدار ۴۰ درجه جنوبی
مدار ۴۰ درجه جنوبی، دایره‌ای از عرض جغرافیایی است که در ۴۰ درجهٔ جنوبی خط استوا  قرار دارد.

## گذر از مناطق
از نصف‌النهار مبدأ شروع می‌شود و به سمت مشرق ۴۰ درجه جنوبی از موارد زیر گذر می‌کند:
| مختصات‌ها                                             | کشور، قلمرو یا دریا | توضیحات                 |
| ---------------------------------------------------- | ------------------- | ----------------------- |
| ۴۰°۰′ جنوبی ۰°۰′ شرقی / ۴۰٫۰۰۰°جنوبی ۰٫۰۰۰°شرقی      | اقیانوس اطلس        |                         |
| ۴۰°۰′ جنوبی ۲۰°۰′ شرقی / ۴۰٫۰۰۰°جنوبی ۲۰٫۰۰۰°شرقی    | اقیانوس هند         |                         |
| ۴۰°۰′ جنوبی ۱۴۳°۵۳′ شرقی / ۴۰٫۰۰۰°جنوبی ۱۴۳٫۸۸۳°شرقی | استرالیا            | تاسمانی - جزیره کینگ    |
| ۴۰°۰′ جنوبی ۱۴۴°۷′ شرقی / ۴۰٫۰۰۰°جنوبی ۱۴۴٫۱۱۷°شرقی  | تنگه باس            |                         |
| ۴۰°۰′ جنوبی ۱۴۷°۵۳′ شرقی / ۴۰٫۰۰۰°جنوبی ۱۴۷٫۸۸۳°شرقی | استرالیا            | تاسمانی - جزیره فلیندرز |
| ۴۰°۰′ جنوبی ۱۴۸°۱۷′ شرقی / ۴۰٫۰۰۰°جنوبی ۱۴۸٫۲۸۳°شرقی | اقیانوس آرام        | دریای تاسمان            |
| ۴۰°۰′ جنوبی ۱۷۵°۳′ شرقی / ۴۰٫۰۰۰°جنوبی ۱۷۵٫۰۵۰°شرقی  | نیوزیلند            | جزیره شمالی             |
| ۴۰°۰′ جنوبی ۱۷۶°۵۴′ شرقی / ۴۰٫۰۰۰°جنوبی ۱۷۶٫۹۰۰°شرقی | اقیانوس آرام        |                         |
| ۴۰°۰′ جنوبی ۷۳°۴۲′ غربی / ۴۰٫۰۰۰°جنوبی ۷۳٫۷۰۰°غربی   | شیلی                |                         |
| ۴۰°۰′ جنوبی ۷۱°۴۰′ غربی / ۴۰٫۰۰۰°جنوبی ۷۱٫۶۶۷°غربی   | آرژانتین            |                         |
| ۴۰°۰′ جنوبی ۶۲°۲۰′ غربی / ۴۰٫۰۰۰°جنوبی ۶۲٫۳۳۳°غربی   | اقیانوس اطلس        |                         |